# 돼지 같은 여자
"돼지 같은 여자"는 2015년에 개봉한 대한민국의 영화이다.

## 캐스팅
- 황정음 : 재화 역
- 이종혁 : 준섭 역
- 최여진 : 유자 역
- 박진주 : 미자 역
- 백수련 : 미자할머니 역
- 김선하 : 간호사 역
- 안소영 : 재화 모 역
- 오광록 : 재화 부 역
- 김우석 : 재현 역
- 유연미 : 미숙 역
- 홍리걸 : 병수 역
- 윤희철 : 미자 부 역
- 박규상 : 준섭 부 역
- 박태경 : 유자 부 역
- 임채선 : 결혼남 역
- 조한희 : 결혼남 모 역
- 김선하 : 간호사 역
- 정은표 : 병수 부 역 (우정출연)
- 김기천 : 결혼남 부 역 (우정출연)
- 이봉원 : 이장 역 (특별출연)
- 고은미 : 깔치 1 역 (특별출연)